# モプティ圏
モプティ圏（モプティけん、フランス語：Cercle de Mopti）は、マリ共和国の地方行政区画でモプティ州を構成する圏のひとつ。行政の中心地はモプティにおかれる。下級単位のコミューンは15団体あり、2009年の統計で人口は368,512人を数える。

## コミューン
モプティ圏には以下のコミューンがある。
- バッシロー（fr:Bassirou）
- ボロンドゥーグー（fr:Borondougou）
- ディアルーベ（fr:Dialloubé）
- ファトマ（fr:Fatoma）
- コンナ（fr:Konna）
- コロンバナ（fr:Korombana）
- クーベイエ（fr:Koubaye）
- クーナリ（fr:Kounari）
- モプティ（Mopti）
- ウロ・モディ（fr:Ouro Modi）
- ウーロベ・ドゥデ（fr:Ouroubé Douddé）
- ササルベ（fr:Sasalbé）
- シオ (マリ共和国)（fr:Sio (Mali)）
- ソクーラ（fr:Socoura）
- ソワ（fr:Soye (Mali)）